# Shins
Shins (en francès Chis) és un municipi francès situat al departament dels Alts Pirineus i a la regió d'Occitània. Limita al nord amb Rabastens de Bigòrra i Los Condaus, a l'est amb Dors, al sud-est amb Sabalòs i al sud amb Orleish.

## Demografia
| 1962                                       | 1968 | 1975 | 1982 | 1990 | 1999 | 2007 |
| ------------------------------------------ | ---- | ---- | ---- | ---- | ---- | ---- |
| 157                                        | 167  | 206  | 217  | 212  | 245  | 289  |
| Des de 1962: població sense dobles comptes |      |      |      |      |      |      |

## Administració
| Període | Identitat      | Partit |
| ------- | -------------- | ------ |
| 2008-   | Sylvie Monnery |        |